# François-René Moreaux
Pour les articles homonymes, voir Moreaux.
François-René Moreaux, né le 3 janvier 1807 à Rocroi et mort le 25 octobre 1860 à Rio de Janeiro, est un peintre et photographe franco-brésilien.

## Biographie
En France, il est l'élève de Jean-Baptiste Couvelet et du baron Gros. Il devient le maître de son frère Louis-Auguste Moreaux, également peintre. À noter que son autre frère Léon Charles-Florent Moreaux est lui aussi peintre.
Ensemble ils partent en 1838 au Brésil, et après avoir été au nord-est puis au sud du pays (dans les États de Pernambouc, Bahia et Rio Grande do Sul), les deux frères s'installent à Rio de Janeiro.
François-René donne des cours dans son atelier et devient caricaturiste. En 1856, il cofonde le Liceu de Artes e Ofícios (« Lycée des Arts et métiers »), qu'il dirige et où il devient professeur de dessin. L'année suivante, il cofonde avec Heaton et Regensburg la Galeria Contemporânea Brasileira (« Galerie contemporaine brésilienne »).
« Orgueilleux et hautain » — selon les mots de José Roberto Teixeira Leite —, quand Porto-Alegre critique son David triomphant, Moreaux répond de façon véhémente en utilisant le pseudonyme « Um Brasileiro Nato », et montre plus tard, devant toute l'Académie, un album anonyme de caricatures sur le peintre brésilien intitulé Álbum do Pintamonos (vers 1856), puis deux autres caricatures gravées de l'artiste brésilien dans le Brasil Ilustrado du 15 juillet 1856.

## Œuvres
Il se consacre surtout au portrait, mais réalise plusieurs tableaux de peinture d'histoire. Pour la toile A Sagração de Dom Pedro II (1842, « la Consécration de Pierre II »), il est fait membre de l'Ordre du Christ. Le critique d'art brésilien Luiz Gonzaga Duque Estrada met en avant le coloris qu'il qualifie de « richissime » qu'il nuance cependant par la suite en trouvant que « l'habileté de Francisco Moreaux ne dépasse pas les secrets de la palette. » De la même manière, en analysant son David triomphant, exposé en 1843, il loue le chromatisme, affirmant que « le bleu, le nacré, le jaune et le vert sont rehaussés dans la toile et sont les plus beaux possibles. »
Particulièrement bien côté comme peintre d'histoire, avec notamment O Grito do Ipiranga qui décore le Sénat, et portraitiste, Moreaux réalise également quelques vues urbaines. Il réalise des portraits de diverses personnalités de l'époque, comme pour la série lithographique publiée par Heaton e Rensburg Galeria Contemporânea Brasileira. Par ailleurs, ainsi que le voulait la pratique de manière presque obligatoire, il a aussi fait le portrait des empereurs sur deux toiles aujourd'hui conservées au Musée impérial du Brésil. Cependant l'un des portraits les plus remarquables est selon Leite le Portrait de la Ménine conservé au Musée national des beaux-arts, dans lequel l'auteur oublie un instant les leçons du baron Gros et son habituelle théâtralité pour représenter une figure de corps entier d'une enfant avec un paysage en fond, dans une atmosphère presque ingénie et résolument charmante et simple.

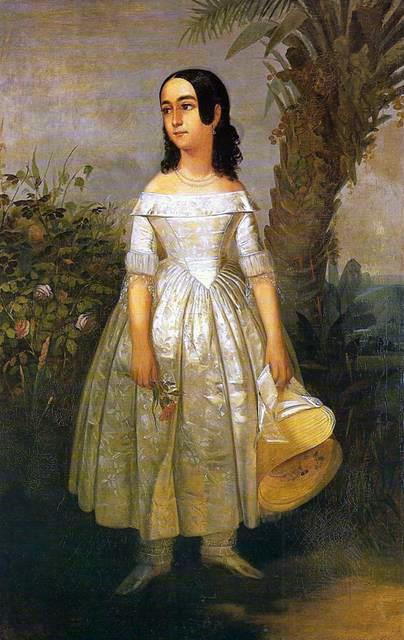
Portrait de la Ménine, 1841.
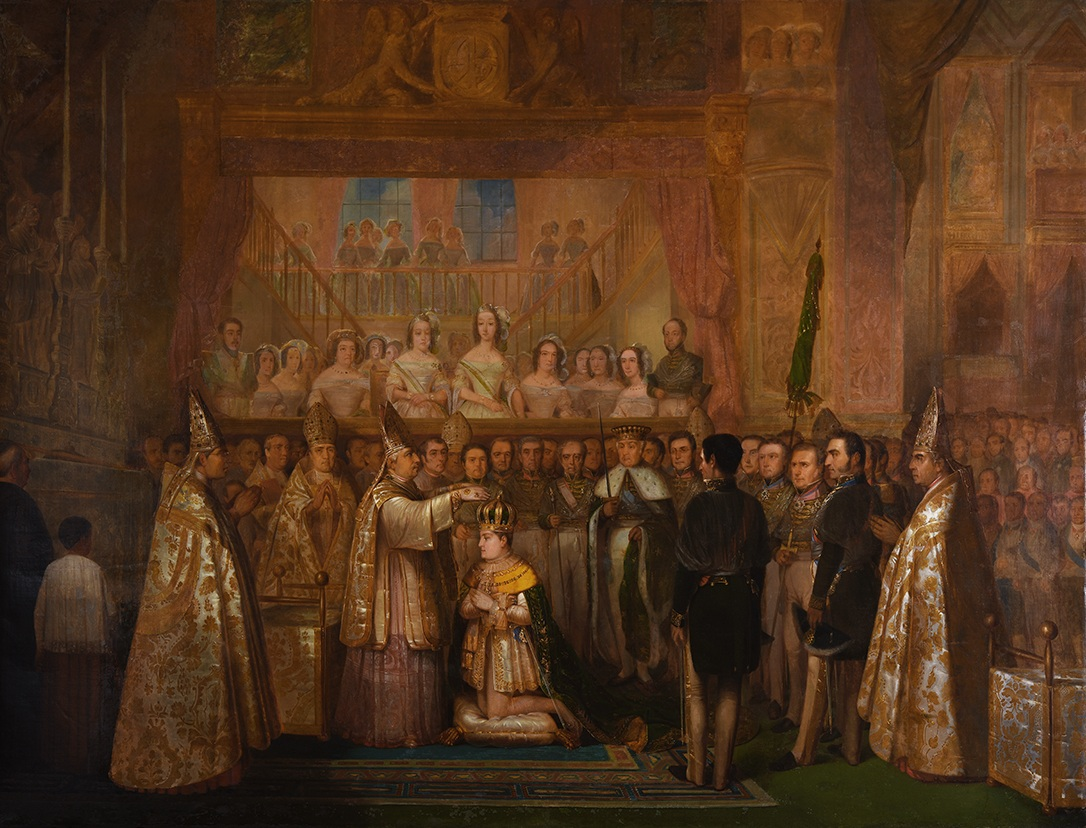
A Sagração de Dom Pedro II, 1842.
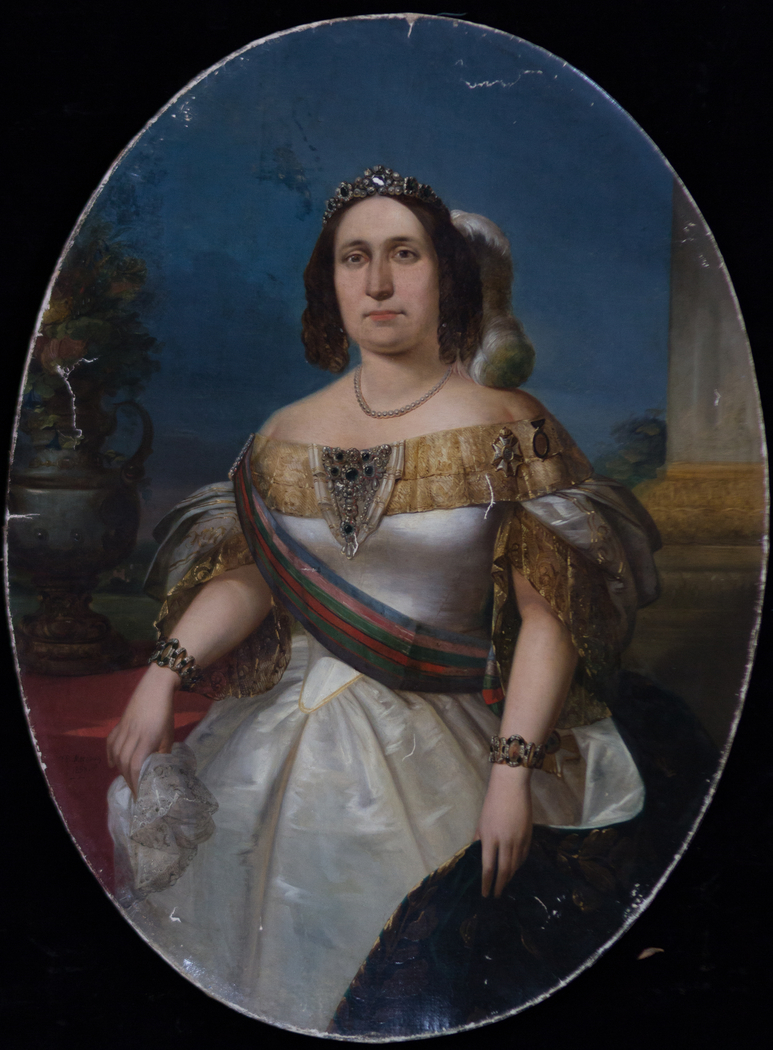
Retrato da Imperatriz D. Teresa Cristina, un portrait de l'impératrice Thérèse-Christine de Bourbon-Siciles, 1858.

## Expositions
Il a participé à de nombreuses expositions importantes brésiliennes :
Exposition Général des beaux-arts
- 1841 : 2e éd., Académie impériale des beaux-arts, Rio de Janeiro
- 1842 : 3e éd., Académie impériale des beaux-arts, Rio de Janeiro — fait membre de l'Ordre du Christ pour son œuvre Sagração de Dom Pedro II[1]
- 1843 : 4e éd., Académie impériale des beaux-arts, Rio de Janeiro
- 1844 : 5e éd., Académie impériale des beaux-arts, Rio de Janeiro
- 1845 : 6e éd., Académie impériale des beaux-arts, Rio de Janeiro
- 1846 : 7e éd., Académie impériale des beaux-arts, Rio de Janeiro

José Roberto Teixeira Leite ajoute qu'il y a participé jusqu'en 1949.